# ایزو/آی‌ئی‌سی ۲۰۰۰۰
ایزو/آی‌ئی‌سی ۲۰۰۰۰ (انگلیسی: ISO/IEC 20000)، به عنوان اولین استاندارد بین‌المللی سیستم مدیریت کیفیت در عرصه خدمات فناوری اطلاعات تدوین شده‌است. سازمان بین‌المللی استانداردسازی این استاندارد به دو زیرشاخه تقسیم کرده‌است که یکی عمومی و دیگری تکمیلی است. زیرشاخه اول الزامات حداقلی در این عرصه را بیان می‌کند که استاندارد ISO/IEC 20000-1 نام دارد. استاندارد ISO/IEC 20000-2 زیرشاخه دوم این استاندارد بوده و به اصول و الزامات تکمیلی این عرصه می‌پردازد.
ایزو ۲۰۰۰۰، در نوع خود بهترین و کارآمدترین چهارچوب را ارائه داده و بیش‌ازپیش در راه‌اندازی، اجرا و به‌کارگیری سیستم مدیریت خدمات در حوزه فناوری اطلاعات (ITSMS) به سازمان‌های دخیل یاری می‌رساند. سیستمی که با این استاندارد سازگار است، منعطف بوده و از به‌روزترین فناوری‌های موجود کمک می‌گیرد، خود را با تغییرات این عرصه همگام می‌کند؛ هم سو با اهداف تجاری از پیش تعیین‌شده سازمان بوده و بهره‌وری عملکرد را به بهینه ساخته و به عالی‌ترین سطح ارتقا می‌دهد.
استاندارد ISO/IEC 20000 توسط سازمان بین‌المللی استاندارد تهیه و تنظیم و منتشر شده‌است و هدف از آن بیات اصول و الزاماتی است که برای ایجاد، تأسیس، نگهداری، و توسعه مستمر سیستم مدیریت خدمات (پیامک) در حوزه فناوری اطلاعات لازم و ضروری است. آخرین ویرایش این استاندارد در سال‌ها ۲۰۱۸ و ۲۰۱۹ میلادی صورت گرفته‌است.*سیستم مدیریت کیفیت در عرصه خدمات فناوری اطلاعات (۱۰ اکتبر ۲۰۲۰). «ISO/IEC 20000».